# Argopus ahrensii
Argopus ahrensii es un coleóptero de la familia Chrysomelidae. Fue descrita en 1817 por Germar.